# Gary Player

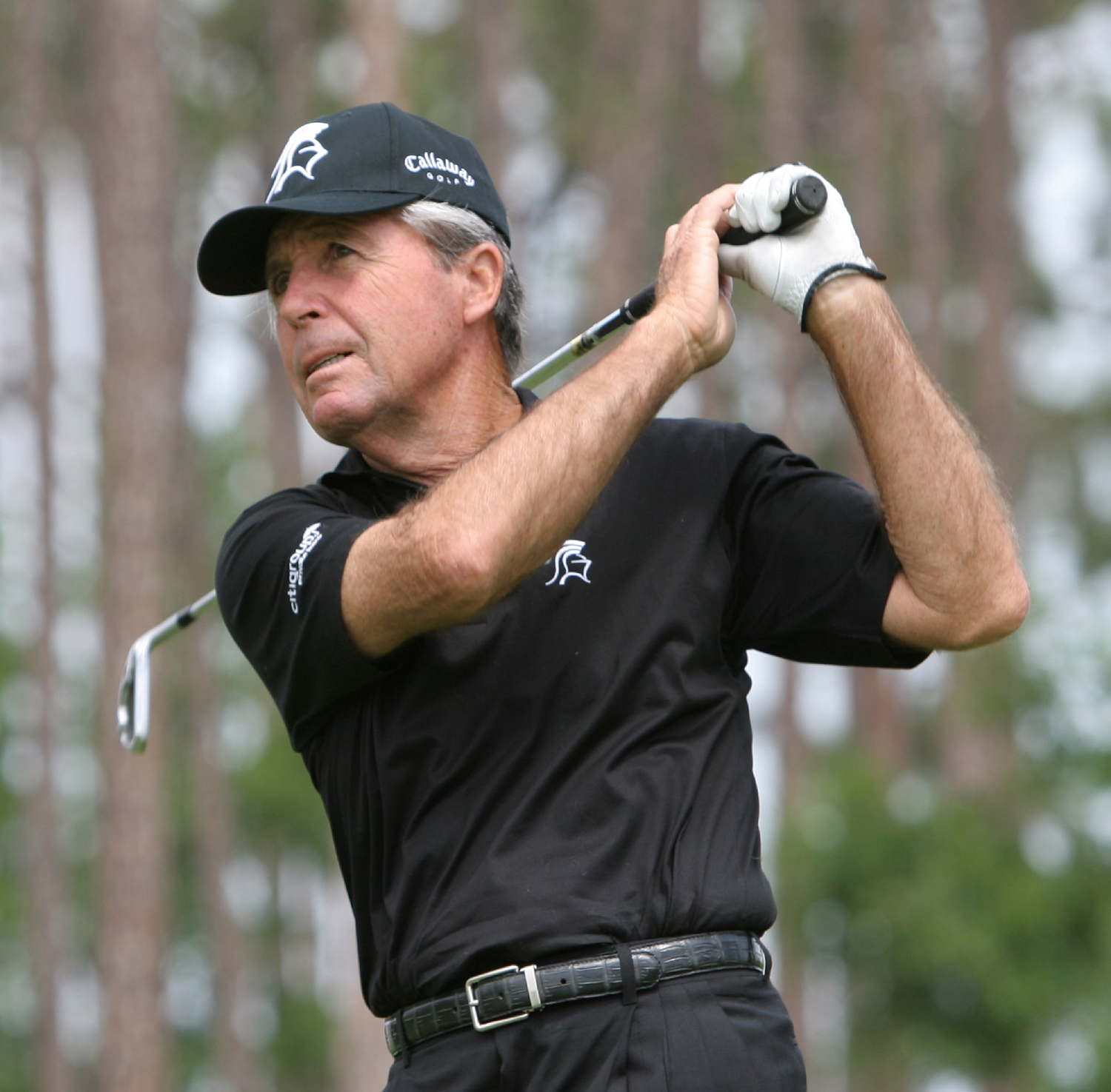
Gary Player

Gary Player, född 1 november 1935 i Johannesburg, är en sydafrikansk professionell golfspelare. Han spelar för närvarande på Champions Tour.
Player är en av de mest framgångsrika spelarna i golfhistorien och är rankad etta med 166 segrar i professionella tävlingar och delad fyra i antalet vunna majors med nio segrar. Tillsammans med Arnold Palmer och Jack Nicklaus ingår han i den grupp som kallades "Big Three" under den period då golfen slog igenom i USA och övriga världen, mycket tack vare televisionens tillkomst . Han blev 1965, 29 år gammal, en av sex spelare som har vunnit alla fyra nuvarande majors tillsammans med Gene Sarazen, Ben Hogan, Jack Nicklaus, Tiger Woods och Rory McIlroy. Han var den andre spelaren, tillsammans med Bobby Locke, från Sydafrika som vann en major flera gånger och därefter har Ernie Els och Retief Goosen gjort det.
Player spelade vanligen på den amerikanska PGA-touren från slutet av 1950-talet. Han vann penningligan 1961 och utöver det vann han 24 tävlingar. Han hade ett exceptionellt bokat spelschema över hela världen och han har kallats den mest bereste idrottsmannen. Han vann mer än någon annan i South African Open (13 segrar) och i Australian Open (sju segrar). Han hade rekordet för flest segrar i World Match Play Championship, med fem segrar, från 1973 till 1991 då det delades med Seve Ballesteros och han slutligen tappade förstaplatsen 2004 då Ernie Els vann för sjätte gången.
Endast Player har vunnit The Open Championship under tre olika decennier. Sista Masterssegern kom 1978 då han inför finalrundan startade sju slag efter ledaren och vann med ett slag efter birdies på sju av de tio avslutande hålen. En vecka senare låg han sju slag efter inför finalrundan i Tournament of Champions men han vann även den tävlingen. I svår vind i 1998 års Masters, blev han den äldste golfaren i historien som klarade cutten och övertog därmed det gamla rekordet från Sam Snead.
På grund av att han var sydafrikan spelade Player aldrig i Ryder Cup och han var inte längre en elitspelare när Presidents Cup grundades för att ge internationella spelare möjligheten att delta i en liknande tävling. Han blev dock kapten för International Team for the Presidents Cup 2003 som hölls på en bana som han själv har designat, The Links i Fancourt, George i Sydafrika. Han har tillfrågats om att bli kapten inför 2005 års Presidents Cup.
Player valdes in i World Golf Hall of Fame 1974.
Player vann sin första Champions Tour-tävling i sin debut i 1985 års Quadel Seniors Classic. Han slutade på topp tio i Champions Tours penningliga mellan 1986 och 1990. Han vann över Jack Nicklaus och Lee Trevino när han tog sin tredje Senior PGA Championship-titel 1990. Han största prischeck i karriären, 202 500 dollar, kom i 1989 års upplaga av Champions tour-tävlingen RJR Championship. Han vann fem tävlingar 1988 inklusive PGA Seniors och U.S. Senior Open och han återtog två mästartitlar 1997 i The Senior Open Championship och Shell Wentworth Masters. Han blev den näst äldste spelaren på Champions Tour att gå tre rundor i rad på 68 slag när han vann Northville Long Island Classic 1998.  
Han var kapten i UBS Cup tillsammans med Arnold Palmer i november 2001 och 2002.

## Meriter

### Majorsegrar
- 1959 The Open Championship
- 1961 The Masters Tournament
- 1962 PGA Championship
- 1965 US Open
- 1968 The Open Championship
- 1972 PGA Championship
- 1974 The Masters Tournament, The Open Championship
- 1978 The Masters Tournament

### Segrar på PGA-touren
- 1958 Kentucky Derby Open
- 1961 Lucky International, Sunshine Open
- 1963 San Diego Open
- 1964 “500” Festival, Pensacola Open
- 1969 Tournament of Champions
- 1970 Greater Greensboro Open
- 1971 Greater Jacksonville Open, National Airlines Open
- 1972 New Orleans Open
- 1973 Southern Open
- 1974 Danny Thomas-Memphis Classic
- 1978 MONY Tournament of Champions, Houston Open

### Övriga segrar
- 1956 South African Open, East Rand Amateur and Open, Ampol Tournament
- 1957 Australian PGA Championship
- 1958 Australian Open
- 1959 Transvaal Open
- 1960 Sprite Tournament, Transvaal Open, South African Open
- 1962 Australian Open, Transvaal Open
- 1963 Australian Open, Transvaal Open
- 1965 Australian Open, Piccadilly World Match Play Championship, South African Open, World Cup (individuellt), World Cup (med Harold Henning), World Series of Golf
- 1966 Piccadilly World Match Play Championship, Transvaal Open, South African Open
- 1967 South African Open
- 1968 Piccadilly World Match Play Championship, World Series of Golf, South African Open
- 1969 Australian Open, South African Open, South African PGA Championship
- 1970 Australian Open
- 1971 South Africa Masters, Piccadilly World Match Play Championship, General Motors Open Golf Tournament
- 1972 South African Masters, South African Open, Brazilian Open, World Series of Golf
- 1973 Piccadilly World Match Play Championship
- 1974 Australian Open, Brazilian Open, Ibergolf Tournament
- 1975 Lancome Trophy, South African Open
- 1976 South African Masters, South African Open
- 1977 South African Open, World Cup (individuellt)
- 1979 South African Open
- 1980 Chile Open, Trophy Felix Houphonet-Boigny
- 1981 South African Open
- 1984 Johnnie Walker
- 1986 Nissan Senior Skins
- 1987 Northville Invitational, German PGA Team Championship
- 1988 Nissan Senior Skins, Senior British Open
- 1990 Senior British Open. 1991 Nissan Senior Skins
- 1993 Irish Senior Masters
- 1994 Skills Challenge
- 1997 Daiichi Seimei Cup, Senior British Open, Shell Wentworth Senior Masters
- 2000 Senior Skins Game

### Segrar på Champions Tour
- 1985 Quadel Seniors Classic
- 1986 Senior PGA Championship, United Hospital Classic, Denver Post Champions
- 1987 Mazda Senior Tournament Players Championship, U.S. Senior Open, PaineWebber World Seniors Invitational
- 1988 Senior PGA Championship, Aetna Challenge, Southwestern Bell Classic, U.S. Senior Open, GTE North Classic
- 1989 GTE North Classic, RJR Championship
- 1990 Senior PGA Championship
- 1991 Royal Caribbean Classic
- 1993 Bank One Senior Classic
- 1995 Bank One Senior Classic
- 1998 Northville Long Island Classic.

Senior majors visas i fet stil.

### Övriga seniorsegrar
- 1986 Senior Skins Game (Sydafrika)
- 1987 Northville Invitational (USA), German PGA Team Championship
- 1988 The Senior Open Championship (European Seniors Tour), Nissan Senior Skins (Sydafrika)
- 1990 The Senior Open Championship (European Seniors Tour)
- 1991 Nissan Senior Skins (Sydafrika)
- 1993 Irish Senior Masters (European Seniors Tour)
- 1997 Dai-ichi Seimei Cup (Japan), The Senior Open Championship (European Seniors Tour), Shell Wentworth Senior Masters (European Seniors Tour)
- 2000 Senior Skins Game

## Övrigt
- Invald i World Golf Hall of Fame 1974
- Kallas Black Knight, Mr. Fitness och International Ambassador of Golf
- Hedersmedlem i R&A sedan 1994.
- WGC-NEC Invitational kallas numera Gary Player Cup.
- Hedersmedlem i Carnoustie sedan 1999
- South African Sportsman of the Century award
- Mottog 2003 Laureus Lifetime Achievement Award på Laureus World Sports Awards i Monte Carlo.
- Han belönades med Order of Ikhamanga (i guld) av Sydafrikas President Mbeki för utmärkt golf och sitt bidrag till icke-rasistiska sporter i Sydafrika.
- Player är en renlevnadsman med fiberrik mat i kosthållningen. Han dricker varken vin, sprit, kaffe eller te och håller kroppen i trim genom daglig träning.
- Han spelade alltid i svarta kläder eftersom han ansåg att färgen absorberade solljuset som gjorde honom starkare.